# Зустрічний позов
Зустрічний позов — це юридичний термін, який використовується в судочинстві, перш за все в цивільному. Це позов, висунутий відповідачем проти позивача у відповідь на первинний позов позивача. Іншими словами, коли до когось подають позов або звинувачують у протиправних діях (відповідач), він має можливість подати власний позов проти особи, яка ініціювала справу або висунула звинувачення першою (позивач).

## Загальні відомості
Основною метою зустрічного позову є дати відповідачеві можливість відстояти свої права та представити свою версію подій, потенційно вимагаючи від позивача відшкодування збитків, компенсації чи інших засобів правового захисту. Це спосіб для відповідача перемістити фокус справи та вимагати відшкодування будь-якої шкоди, яку, на його думку, завдав йому позивач.
Зустрічний позов зазвичай подається в рамках того самого судового провадження, що і первісний позов. Це дозволяє вирішувати претензії обох сторін одночасно, що сприяє ефективності судового процесу.
Можуть розрізнятися обов'язкові та дозволені зустрічні позови (Compulsory/Permissive counterclaims). Обов'язкові — це ті, які випливають з тієї ж угоди чи події, що й вимога позивача. Невключення обов'язкового зустрічного позову до початкового провадження може призвести до того, що відповідач не зможе подати його в окремому позові пізніше і, таким чином, втратить право на захист. Дозволені зустрічні позови, з іншого боку, не випливають з тієї самої угоди чи події, але вони все одно можуть бути висунуті в тому самому позові з практичних міркувань.
Зустрічний позов є прямою відповіддю на твердження, зроблені позивачем у початковій скарзі чи позові. Він повинен відноситися до справи та безпосередньо стосуватися предмета первісного позову.
Зустрічний позов зазвичай підпадає під дію тих самих правил юрисдикції та місця розгляду, що й первісний. Обидві сторони зазвичай оскаржують свої претензії в тому самому суді, де позивач почав справу. Суд у свою чергу розглядає як первісний, так і зустрічний позови разом в одному провадженні. Суд оцінює докази та юридичні аргументи, надані обома сторонами, перш ніж винести рішення, яке вирішить усі вимоги по суті.
Як і у випадку з будь-яким іншим позовом, відповідач, який заявляє зустрічний позов, повинен надати докази та аргументи на підтвердження своєї правоти. Обов'язок доказування зазвичай лежить на стороні, яка висуває претензію — чи то позивач, чи відповідач.
Окрім зустрічного, існує також поняття перехресного позову. Перехресні позови — це вимоги, висунуті одним співвідповідачем проти іншого співвідповідача (або співпозивачем до співпозивача) в одній судовій справі.
Юридичні процедури та правила щодо зустрічних позовів можуть значно відрізнятися залежно від юрисдикції і типу справи.

## В Україні
В українському процесуальному праві зустрічні позови передбачені в цивільному, господарському та адміністративному судочинствах.
Відповідач має право пред'явити зустрічний позов у строк для подання відзиву. Зустрічний позов пред'являється в суді за місцем розгляду первісного позову. Судовий збір за подання зустрічних позовних заяв справляється на загальних підставах.
Зустрічний позов приймається до спільного розгляду з первісним позовом, якщо обидва позови взаємопов'язані і спільний їх розгляд є доцільним, зокрема, коли вони виникають з одних правовідносин або коли задоволення зустрічного позову може виключити повністю або частково задоволення первісного позову.
Вимоги за зустрічним позовом ухвалою суду об'єднуються в одне провадження з первісним позовом.
Зустрічна позовна заява подається з додержанням загальних правил пред'явлення позову.
При розгляді первісного і зустрічного позовів у судовому рішенні вказуються результати розгляду кожного з позовів. У разі часткового задоволення первісного і зустрічного позовів про стягнення грошових сум суд проводить зустрічне зарахування таких сум та стягує різницю між ними на користь сторони, якій присуджено більшу грошову суму.
Зустрічні позови передбачені і в третейському судочинстві. Згідно з Регламентом Постійно діючого третейського суду при Торгово-промисловій палаті України, відповідач вправі подати зустрічний позов для спільного розгляду з первісним позовом, якщо:
1. такий позов є підвідомчим третейському суду, та
2. обидва позови взаємно пов'язані, та
3. їх спільний розгляд є доцільним, зокрема коли вони випливають з одних і тих самих правовідносин або коли вимоги за ними можуть зараховуватися, та
4. якщо вони охоплюються третейською угодою сторін.

### Приклади зустрічних позовів
| Справа про                                                       | Первісна позовна вимога                                                              | Зустрічна позовна вимога                                                           | Посилання |
| ---------------------------------------------------------------- | ------------------------------------------------------------------------------------ | ---------------------------------------------------------------------------------- | --------- |
| Виконання оплатного договору                                     | Стягнути з відповідача поворотну фінансову допомогу                                  | Визнати договір поворотної фінансової допомоги недійсним                           |           |
| Розірвання шлюбу                                                 | Розірвати шлюб                                                                       | Стягнути аліменти                                                                  |           |
| Виселення                                                        | Виселити відповідача з будинку                                                       | Стягнути з позивача безпідставно отримані кошти                                    |           |
| Визначення місця проживання дитини                               | Визначити місце проживання дитини з позивачем                                        | Визначити місце проживання дитини з відповідачем                                   |           |
| Поділ спільного майна                                            | Поділити між сторонами певне майно                                                   | Поділити між сторонами інше майно                                                  |           |
| Зобов'язання усунути перешкоди в користуванні земельною ділянкою | Зобов'язати відповідача усунути перешкоди в користуванні земельною ділянкою позивача | Визнати недійсним державний акт, який посвідчує право позивача на земельну ділянку |           |
| Визнання іпотечного договору недійсним                           | Визнати іпотечний договір недійсним                                                  | Стягнути заборгованість за кредитом                                                |           |
| Стягнення заборгованості за договором підряду                    | Стягнути з відповідача заборгованість за виконані роботи                             | Стягнути з позивача збитки, завдані невиконанням договору підряду                  |           |
| Стягнення штрафних санкцій                                       | Стягнути з відповідача штрафні санкції                                               | Скасувати управлінське рішення позивача                                            |           |